# SDSS J122952.66+112227.8
SDSS J122952.66+112227.8 (souvent abrégé SDSS J1229+1122) est une supergéante bleue de la constellation de la Vierge. Elle est une étoile bleue de type spectral O située dans la queue de marée de la galaxie naine irrégulière IC 3418. Elle a été découverte en avril 2012 par Youichi Ohyama et Ananda Hota avec le télescope Subaru dans le cadre d'une étude des queues de marée. L'amas de gaz dans lequel elle réside est causé par le décapage par pression dynamique du gaz de la galaxie par l'amas de la Vierge. Il a été déterminé qu'il s'agissait d'une supergéante bleue grâce à l'analyse de son spectre.
Jusqu'à la découverte de l'étoile Icarus (également connue sous le nom MACS J1149 Lensed Star 1) en 2018, SDSS J1229+1122 était l'étoile la plus éloignée connue, située à une distance d'environ 17 Mpc (∼55,4 millions d'al). Avant ça, les étoiles les plus éloignées n'étaient connues que par les événements qu'elles provoquent, comme les explosions stellaires de supernova et les sursauts gamma). Le bloc de gaz que l'étoile illumine est appelé D3 ou IC3418 D3 et se trouve dans une structure filamentaire appelée F1 ou IC3418 F1.
L'étoile est entouré d'un choc (ou une bulle) de gaz ionisé (notamment de l'hydrogène) qui provient de la queue de marée de IC 3418. Les données spectroscopiques suggèrent que sa masse se situe aux alentours des 100 M☉ et que son âge est d'environ 16 millions d'années. Sa forte émission en hydrogène alpha suggère qu'elle possède un fort vent stellaire.